# تارا لین
تارا لین (به انگلیسی: Tara Lynn) (زاده ۲۶ ژوئیهٔ ۱۹۸۲) مدل آمریکایی است.